# ユーデンブルク
ユーデンブルク(Judenburg)は、オーストリア・シュタイアーマルク州のユーデンブルク郡にある基礎自治体 ( ゲマインデ ) 。街はムール川沿いに位置している。

## 歴史
1074年に街は初めて記述された。街の名称は「ユダヤ人の城」を意味する。自治体の紋章にユダヤ人が描かれているように、アルプス山脈を越えてやってきた彼らが、貿易の前哨地であるこの街で重要な役割を担っていたことに街の起源があるためである。
1277年に街は通行税を徴収する権利を得て、13-14世紀の間に、重要な商業の中心になった。
20世紀の初め、街はオーストリアの鉄鋼業の中心となった。
第二次世界大戦の間、街の周辺部にマウトハウゼン強制収容所の分所が存在した。
今日では鉄鋼業は衰退したが、依然としてこの地区の商工業の中心地である。